# Denway Motors
Denway Motors Limited est une société holding d'investissement basée à Hong Kong. Elle se consacre à la fabrication, à l'assemblage et au commerce de véhicules automobiles, d'équipements et de pièces automobiles en Chine et à Hong Kong par l'intermédiaire de ses sociétés du groupe. Elle détient 50 % de Guangqi Honda, une coentreprise avec Honda à Guangzhou, en Chine.

## Historique
Les actions de la société ont été sursouscrites plus de 600 fois lors de sa première cotation à Hong Kong. En 2010, les actionnaires ont approuvé la privatisation de Denway Motors par sa société mère, Guangzhou Automobile Group. Denway Motors a été radiée de la cote le 25 août 2010, remplacée par la cotation de Guangzhou Automobile Group le 30 août 2010 via un échange d'actions.

## Référence
1. ↑  Tony Shale, « H.K. Investors Await the China 9 », sur New York Times, 12 février 1993.